# Hans Hermann von Berlepsch
Hans Hermann von Berlepsch, född 30 mars 1843 i Dresden, död 2 juni 1926 i Seebach vid Weinbergen, var en preussisk ämbetsman och politiker. 
Berlepsch tjänade inom den preussiska förvaltningen till 1877, då han blev statsminister i Schwarzburg-Sondershausen. År 1881 blev han vice regeringspresident i Koblenz och 1884 regeringspresident i Düsseldorf. På denna post ådrog han sig stor uppmärksamhet genom sina nitiska bemödanden till arbetarbefolkningens fromma (förordningar om söndagsvila och barns arbete i fabriker, personlig inverkan på de stora arbetsgivarna till arbetarnas bästa med mera), varför han, efter att 1889 ha utnämnts till överpresident i Rhenprovinsen, 1890 kallades till minister för handel och industri. Han ledde den i Berlin samma år samlade internationella arbetarskyddskonferensen samt hade stor förtjänst om tillkomsten av den tyska lagen om arbetarskydd, om inrättande av handelskamrar samt om en ny lag om söndagsvila. Från befattningen som handelsminister avgick han 1896, enär han genom sin iver för arbetarskyddslagstiftning kommit i konflikt med ministären. Under hans presidium grundades 1901 i Berlin "Sällskapet för social reform", som verkar för främjandet av arbetarvänlig social lagstiftning.